# Rochefortia oblongata
Rochefortia oblongata är en strävbladig växtart som beskrevs av Ignatz Urban och Ekman. Rochefortia oblongata ingår i släktet Rochefortia och familjen strävbladiga växter. Inga underarter finns listade i Catalogue of Life.